# کریس دراپر
کریس دراپر (انگلیسی: Kris Draper؛ زادهٔ ۲۴ مهٔ ۱۹۷۱) بازیکن هاکی روی یخ اهل کانادا است.
وی همچنین برندهٔ جوایزی همچون جام استنلی شده‌است.